# Goldkappl
Das Goldkappl ist ein 2793 m ü. A. hoher Berg in den Stubaier Alpen an der Grenze zwischen Österreich und Italien. Er gilt als bedeutender Kletterberg.

## Lage und Umgebung

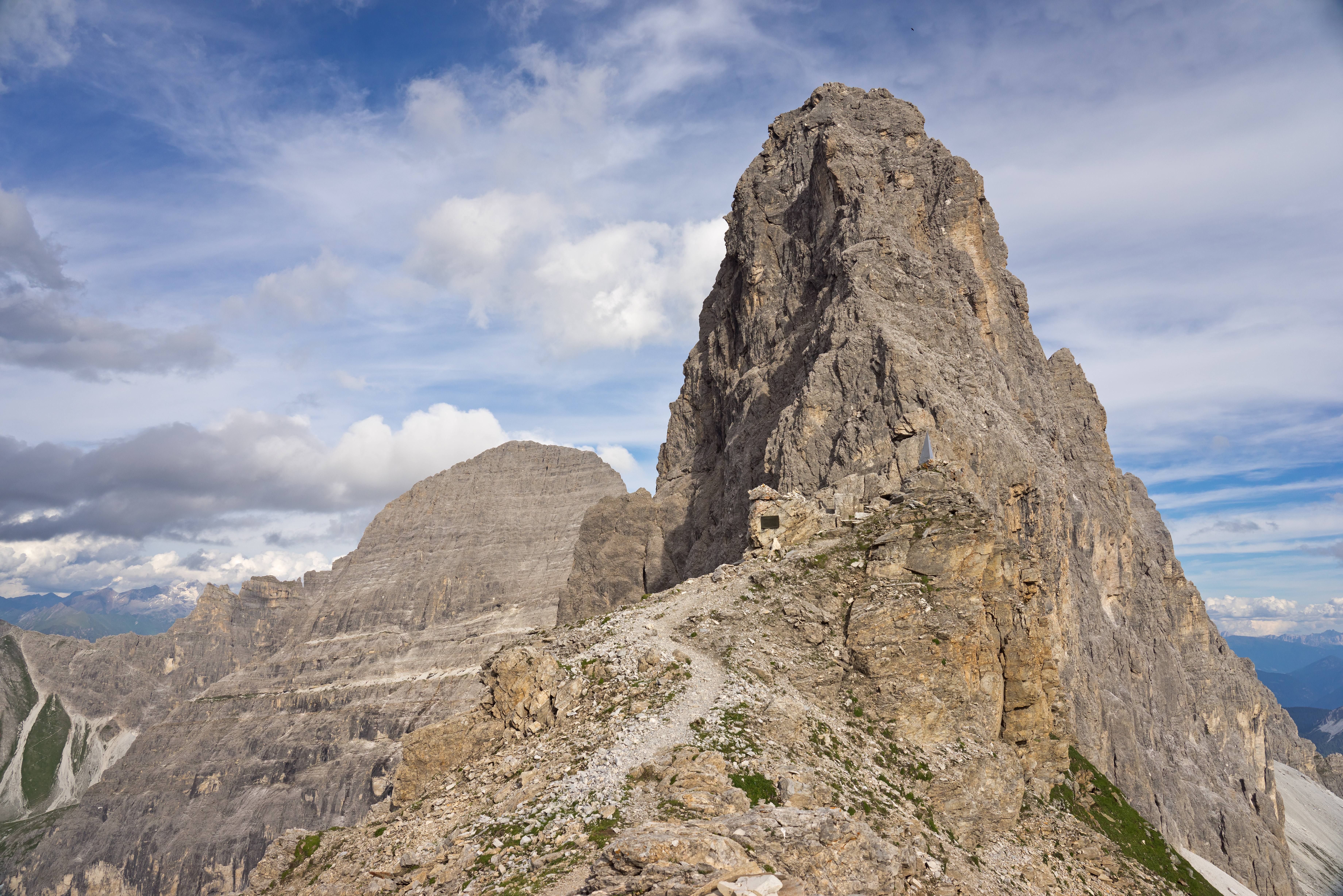
Ansicht aus der Pflerscher Scharte

Das Goldkappl ist Bestandteil des Tribulaunkamms, eines Abschnittes des Alpenhauptkamms, der hier das Tiroler Gschnitztal im Norden vom Südtiroler Pflerschtal im Süden trennt. Nach Westen hin setzt sich der Kamm zur Pflerscher Scharte (2599 m) hin fort, im Osten liegen das Sandesjoch, der Pflerscher Pinggl und im weiteren Kammverlauf der Pflerscher Tribulaun.
Sowohl nach Süden als auch nach Norden hin fällt das Goldkappl mit steilen, bis zu 400 Meter hohen Felswänden ab. Der Ostgrat zum Sandesjoch trägt drei markante Felstürme namens (von West nach Ost) Mühlsteiger-, Jud- und Fleckinger- oder Flöckingerturm.
Wichtige touristische Stützpunkte in dem Gebiet sind die italienische Tribulaunhütte (auch Rifugio Cesare Calciati al Tribulaun) (2368 m s.l.m.) am Sandessee im Südwesten des Berges und die österreichische Tribulaunhütte (2064 m ü. A.) im Nordosten.

## Geologie
Das Goldkappl besteht wie sein bekannterer Nachbar, der Pflerscher Tribulaun, hauptsächlich aus Hauptdolomit aus der Trias. Die metamorph überprägten Sedimente liegen diskordant auf kristallinem Gestein bestehend aus Gneisen, Amphiboliten und phyllitischen Glimmerschiefern.

## Alpinismus
Das Goldkappl wurde 1889 von H. Unterwurzacher, Meynow, L. Treptow und J. Windisch von Süden und weiter über den Ostgrat erstbestiegen. Dieser Anstieg wird mit dem Schwierigkeitsgrad III (UIAA) bewertet, ebenso wie der Westgrat und der 1899 von Otto Ampferer und C. Berger erstbegangene Weg vom Sandesjoch über den Ostgrat. Ein weiterer Anstieg führt im Schwierigkeitsgrad IV-V durch die Nordwand.
Als bedeutend gilt vor allem die Südwand des Goldkappls, die in den 1930er Jahren als  großes ungelöstes Problem galt und an der mehrere namhafte Kletterer wie Matthias Auckenthaler scheiterten. 1936 gelang Matthias Rebitsch zusammen mit Hans Frenademetz die erste Begehung, nachdem Rebitsch einen äußerst weiten Sturz überlebt hatte. Die von Rebitsch bei seinem Sturz versuchte Linie konnte bis heute nicht durchstiegen werden, erst 1963 gelang Walter Spitzenstätter und Robert Trojer die erste freie Durchsteigung der Goldkappl-Südwand (VI+). Die 1983 von Hans Kammerlander und Hanspeter Eisendle erschlossene Route Veitstanz (VII) ist ein weiterer bedeutender Anstieg.
Auch durch die Südabbrüche von Mühlsteiger-, Jud- und Fleckingerturm führen mehrere anspruchsvolle Routen bis zum VII. Schwierigkeitsgrad.